# Liliana Mazure
Liliana Mazure es una política argentina y Diputada de la Nación Argentina entre 2013 y 2017 por la Ciudad de Buenos Aires. Milita en el Frente para la Victoria.

## Biografía
Liliana Mazure se exilió durante la última dictadura cívico-militar. Durante ese tiempo trabajó en cortos de animación en Nicaragua. Regresó al país en 1983, cuando retornó la democracia y Raúl Alfonsín asumió la presidencia.
Egresó de la escuela Nacional de Bellas Artes Manuel Belgrano. Trabajó en animación de películas y cortometrajes infantiles y para adultos. Posteriormente fue productora de largometrajes tales como Cobrador, de Paul Leduc; Nicotina, de Hugo Rodríguez; La mala hora, de Ruy Guerra; Doble Juego, de Alberto Durand. Dirigió dos largometrajes: Van Van, empezó la fiesta y 1973, un grito de corazón. Comienza su relación con el cine trabajando en Animación, en Tito el Elefantito, Caleidoscopio, La Persecución de Pancho Villa, El Compa Clodomiro y la Economía y La deuda externa.  Productora de los largometrajes: Cobrador, dirigida por Paul Leduc, coproducción México-España-Brasil-Argentina; Nicotina, de Hugo Rodríguez, México-Argentina; La mala hora, de Ruy Guerra, Brasil-Argentina; Doble Juego de Alberto Durand, Perú, Argentina. Directora de Van Van, empezó la fiesta, sobre el conocido grupo musical cubano, y 1973, un grito de corazón.  Productora del Primer Foro de Competitividad de la Industria Cinematográfica; 19.° Festival Internacional de Cine de Mar del Plata; Encuentro Empresarial de la Industria Cinematográfica Argentina y La Unión Europea; Buenos Aires III Festival Internacional de Cine Independiente. BAFICI III; Seminario Sundance: Marketing y Distribución Cinematográfica en Latinoamérica. En 2017 fue procesada por nombramientos en el Incaa.y sobreseída en 2019.
Produjo el 19.° Festival Internacional de Cine de Mar del Plata, el Encuentro Empresarial de la Industria Cinematográfica Argentina y La Unión Europea y el Tercer Festival Internacional de Cine Independiente (BAFICI). En 2006 dirigió el Festival Nacional de Folklore de Cosquín. Entre 2008 y 2013 fue presidenta del Instituto Nacional de Cine y Artes Audiovisuales (INCAA), una entidad del Estado destinada a apoyar y promover el cine argentino.

## Premios
- ´Orden de las Artes y las Letras («Ordre des Arts et des Lettres») Francia[7]

## Proyecto para modificar la ley de derechos de autor
En 2015 presentó un proyecto de modificación a la ley argentina de derechos de autor, que extendería la protección a las fotografías a 70 años posmortem de la vida del autor, en forma similar a la prevista por la ley para otros tipos de obras. Dado que el plazo vigente es de 20 años luego de la publicación. 